# 넌 내 맘을 두드려
《넌 내 맘을 두드려》(튀르키예어: Sen Çal Kapımı 센 찰 카프므[*])는 2020년 방영된 터키의 텔레비전 드라마이다.

## 등장 인물
- 케렘 뷔르신 : 세르칸 볼라트(Serkan Bolat) 역
- 한데 에르첼 : 에다 이을드즈(Eda Yıldız) 역